# جو ويلر
جو ويلر (بالإنجليزية: Joe Wheeler)‏ هو لاعب اتحاد الرغبي نيوزيلندي، ولد في 20 أكتوبر 1987 في كرايستشرش في نيوزيلندا.

## وصلات خارجية
- جو ويلر على موقع ItsRugby.co.uk (الإنجليزية)